# Deutsche Einband-Meisterschaft 1999/00

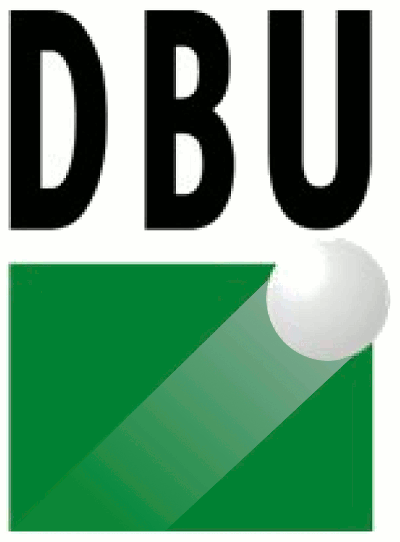
Verbandslogo: DBU

Die Deutsche Einband-Meisterschaft 1999/00 ist eine Billard-Turnierserie und fand vom 29. bis zum 31. Oktober 1999 in Bergisch Gladbach zum 46. Mal statt.

## Geschichte
Der Hildener Axel Büscher gewann in Bergisch Gladbach seinen ersten deutschen Meistertitel im Einband. Für eine große Überraschung sorgte er im Halbfinale. Nachdem er in den Gruppenspielen dem haushohen Favoriten Martin Horn noch deutlich mit 54:100 in sieben Aufnahmen unterlegen war, drehte er den Spieß im Halbfinale um und gewann mit 100:89 in 13 Aufnahmen und zog ins Finale ein. Hier kam es zum Duell mit dem Lokalmatadoren Jürgen Keul. Büscher beendete das Match in der 20. Aufnahme und Keul hatte 74 Punkte erreicht. Aber Keul hatte noch den Nachstoß und zug mit 26 Punkten gleich. Im Tiebreak siegte Büscher dann aber mit 2:1 in drei Aufnahmen. Platz drei sicherte sich dann Martin Horn durch einen klaren 100:44-Sieg in sechs Aufnahmen gegen Robert Pragst und erzielte wieder einmal alle Turnierbestleistungen.
Die kompletten Ergebnisse wurden vom Turnierteilnehmer Axel Büscher zur Verfügung gestellt.

## Modus
Gespielt wurde in drei Vierergruppen. Die vier Gruppensieger und die Gruppenzweiten kamen danach in die K.o.-Spiele des Halbfinales. Das ganze Turnier wurde bis 100 Punkte gespielt.
Die Endplatzierung ergab sich aus folgenden Kriterien:
1. Matchpunkte (MP)
2. Generaldurchschnitt (GD)
3. Bester Einzeldurchschnitt (BED)
4. Höchstserie (HS)

## Teilnehmer (alphabetisch)
1. Ludger Havlik (BSV Marl 1989), Titelverteidiger
2. Axel Büscher (BC Hilden)
3. Markus Dömer (BC Herne-Stamm)
4. Stefan Henze (Bergisch-Gladbacher BC)
5. Martin Horn (BF Horster-Eck Essen 1959)
6. Heinz Janzen (BG Bottrop 24)
7. Jürgen Keul (Bergisch-Gladbacher BC)
8. Torsten Lechelt (EBV Neustadt)
9. Udo Mielke (BF Königshof Krefeld)
10. Thomas Nockemann (DBC Bochum)
11. Robert Pragst (ETB Berlin)
12. Dieter Steinberger (BC Kempten)

### Gruppenphase
| Platz                     | Name          | MP  | Pkte. | Aufn. | GD   | BED  | HS |
| ------------------------- | ------------- | --- | ----- | ----- | ---- | ---- | -- |
| 1                         | Robert Pragst | 5:1 | 300   | 54    | 5,56 | 5,88 | 30 |
| 2                         | Markus Dömer  | 4:2 | 299   | 60    | 4,98 | 5,00 | 46 |
| 3                         | Ludger Havlik | 2:4 | 232   | 56    | 4,14 | 5,88 | 46 |
| 4                         | Udo Mielke    | 1:5 | 196   | 56    | 3,50 | 5,26 | 28 |
| Gruppendurchschnitt: 4,54 |               |     |       |       |      |      |    |

| Platz                     | Name               | MP  | Pkte. | Aufn. | GD   | BED  | HS |
| ------------------------- | ------------------ | --- | ----- | ----- | ---- | ---- | -- |
| 1                         | Jürgen Keul        | 5:1 | 300   | 52    | 5,77 | 7,69 | 31 |
| 2                         | Dieter Steinberger | 4:2 | 265   | 59    | 4,49 | 5,26 | 41 |
| 3                         | Thomas Nockemann   | 3:3 | 296   | 54    | 2,48 | 7,69 | 29 |
| 4                         | Heinz Janzen       | 0:6 | 192   | 59    | 3,25 | –    | 26 |
| Gruppendurchschnitt: 4,70 |                    |     |       |       |      |      |    |

| Platz                     | Name            | MP  | Pkte. | Aufn. | GD   | BED   | HS |
| ------------------------- | --------------- | --- | ----- | ----- | ---- | ----- | -- |
| 1                         | Martin Horn     | 6:0 | 300   | 34    | 8,82 | 14,28 | 37 |
| 2                         | Axel Büscher    | 4:2 | 254   | 50    | 5,08 | 4,76  | 45 |
| 3                         | Torsten Lechelt | 2:4 | 255   | 50    | 5,10 | 5,88  | 31 |
| 4                         | Stefan Henze    | 0:6 | 168   | 54    | 3,11 | –     | 12 |
| Gruppendurchschnitt: 5,19 |                 |     |       |       |      |       |    |

### Finalrunde
| 1. Halbfinale |     |     |    |      |      |    |
| Martin Horn   | 0:2 | 89  | 13 | 6,84 | –    | 33 |
| Axel Büscher  | 2:0 | 100 | 13 | 7,69 | 7,69 | 17 |

| 2. Halbfinale |     |     |    |      |      |    |
| Jürgen Keul   | 2:0 | 100 | 19 | 5,26 | 5,26 | 22 |
| Robert Pragst | 0:2 | 94  | 19 | 4,94 | –    | 32 |

| Spiel um Platz 3 |     |     |   |       |       |    |
| Martin Horn      | 2:0 | 100 | 6 | 16,66 | 16,66 | 64 |
| Robert Pragst    | 0:2 | 57  | 6 | 9,50  | –     | 44 |

| Finale       |     |        |    |      |      |    |
| Axel Büscher | 2:0 | 100(2) | 20 | 5,00 | 5,00 | 60 |
| Jürgen Keul  | 0:2 | 100(1) | 20 | 5,00 | –    | 26 |

### Abschlusstabelle
| MP    | Match Punkte (Sieger = 2; Unentschieden = 1; Verlierer = 0) |
| SV    | Satzverhältnis (nur bei Turnieren im Satzsystem)            |
| Pkte. | Erzielte Karambolagen                                       |
| Aufn. | benötigte Aufnahmen                                         |
| GD    | Generaldurchschnitt                                         |
| MGD   | Mannschafts-Generaldurchschnitt                             |
| BED   | Bester Einzeldurchschnitt eines Spielers                    |
| BEMD  | Bester Einzeldurchschnitt einer Mannschaft                  |
| BSD   | Bester Satzdurchschnitt eines Spielers                      |
| HS    | Höchstserie                                                 |
| WRP   | Weltranglistenpunkte                                        |

| Klassement                | Klassement         | Klassement | Klassement | Klassement | Klassement | Klassement | Klassement | Klassement | Klassement | Klassement |
| Platz                     | Name               | MP         | Pkte.      | Aufn.      | GD         | BED        | HS         |            |            |            |
| ------------------------- | ------------------ | ---------- | ---------- | ---------- | ---------- | ---------- | ---------- | ---------- | ---------- | ---------- |
| 1                         | Axel Büscher       | 8:2        | 454        | 83         | 5,46       | 7,69       | 60         |            |            |            |
| 2                         | Jürgen Keul        | 7:3        | 500        | 91         | 5,49       | 7,69       | 31         |            |            |            |
| 3                         | Martin Horn        | 8:2        | 489        | 53         | 9,22       | 16,66      | 64         |            |            |            |
| 4                         | Robert Pragst      | 5:5        | 451        | 79         | 5,70       | 5,88       | 44         |            |            |            |
| 5                         | Markus Dömer       | 4:2        | 299        | 60         | 4,98       | 5,00       | 46         |            |            |            |
| 6                         | Dieter Steinberger | 4:2        | 265        | 59         | 4,49       | 5,26       | 41         |            |            |            |
| 7                         | Thomas Nockemann   | 3:3        | 296        | 54         | 2,48       | 7,69       | 29         |            |            |            |
| 8                         | Torsten Lechelt    | 2:4        | 255        | 50         | 5,10       | 5,88       | 31         |            |            |            |
| 9                         | Ludger Havlik      | 2:4        | 232        | 56         | 4,14       | 5,88       | 46         |            |            |            |
| 10                        | Udo Mielke         | 1:5        | 196        | 56         | 3,50       | 5,26       | 28         |            |            |            |
| 11                        | Heinz Janzen       | 0:6        | 192        | 59         | 3,25       | –          | 26         |            |            |            |
| 12                        | Stefan Henze       | 0:6        | 168        | 54         | 3,11       | –          | 12         |            |            |            |
| Turnierdurchschnitt: 5,03 |                    |            |            |            |            |            |            |            |            |            |